# Gustaf Ulfsparre
Gustaf Ulfsparre af Broxvik, född 13 april 1819 i Mönsterås, Kalmar län, död 2 januari 1907 i Mönsterås. Kammarherre och riksdagsman.
Ulfsparre var i riksdagen ledamot av första kammaren 1875-1882 för Kalmar län, södra delen.